# Силхет (область)
Силхет (бенг. সিলেট বিভাগ) — область Бангладеш, расположена на востоке государства. Административный центр — город Силхет.

## Характеристика
Площадь области — 12 635,22 км². По данным переписи 2011 года население области составляло 9 910 219 человек. Уровень грамотности взрослого населения составлял 27,9 %, что ниже среднего уровня по Бангладеш (43,1 %). Мужчин: 50,47 %, женщин: 49,53 %. Религиозный состав населения: мусульмане — 81,16 %, индуисты — 17,80 %, христиане — 0,06 %, буддисты — 0,02 %, прочие — 0,96 %.

## Округа
- Маулвибазар (Moulvibazar)
- Силхет (Sylhet)
- Сунамгандж (Sunamganj)
- Хабигандж (Habiganj)